# Jazowsko

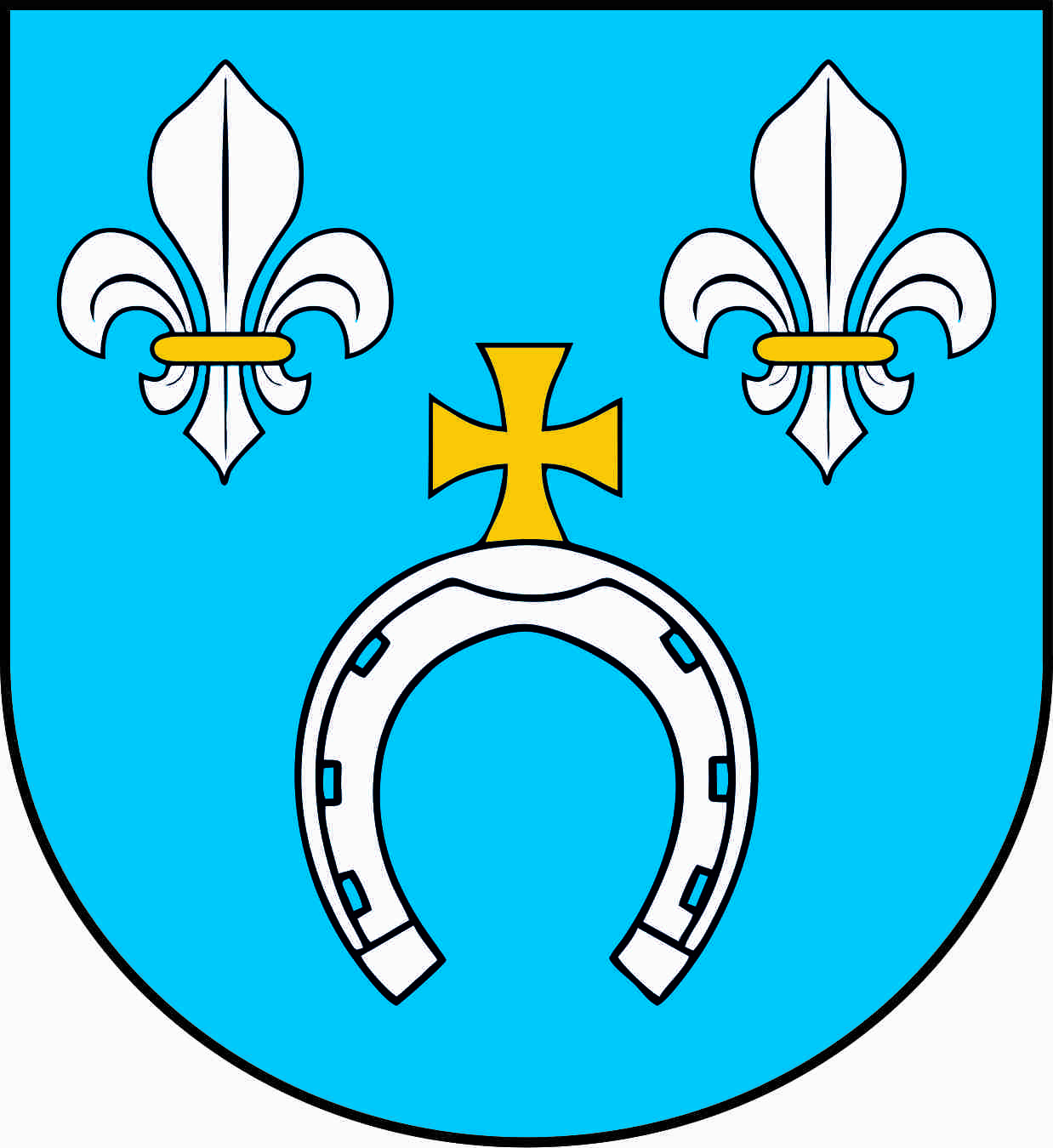
Nieoficjalny herb wsi Jazowsko

Jazowsko – wieś w Polsce, położona w województwie małopolskim, w powiecie nowosądeckim, w gminie Łącko, na północnym brzegu rzeki  Dunajec, poniżej przełomu rzeki, która przewija się pomiędzy masywem Lubania i lesistym pasem Radziejowej. Wieś położona jest  w obszarze  Beskidu Wyspowego.
W latach 1954–1972 wieś należała i była siedzibą władz gromady Jazowsko. W latach 1975–1998 miejscowość administracyjnie należała do województwa nowosądeckiego.

## Nazwa
Nazwa wsi pochodzi od jazu – tamy wodnej zbudowanej w celu połowu łososi płynących w górę rzeki.
Nazwę miejscowości w zlatynizowanej staropolskiej formie Jazowszko wymienia w latach (1470–1480) Jan Długosz w księdze Liber beneficiorum dioecesis Cracoviensis.. Jako właściciela Długosz podaje Wierenka Gabańskiego herbu Janina.

## Integralne części wsi

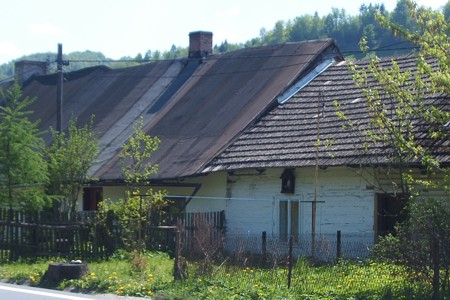
Stare osiedle

| części wsi | Biedówka, Bielówka Niżna, Bielówka Wyżna, Cegielnia, Chałupina, Dołki, Garbowiec, Gorzków, Gruszów, Kliniec, Kozieńskie, Krawędy, Leonówka, Łąki, Migostów, Mostkówka, Nad Browarem, Nowakówka, Obłazy, Opijówka, Padoły, Pasternik, Podgwizdówka, Podkrzyzie, Pomietły, Potoki, Półanki, Przydomki, Ptaszniki, Równia Sopatówka, Stece, Tudzieńskówka, Turchałówka, Za Cmentarzem, Za Górką, Zagroda, Zarębek, Zawieśnia |

## Historia
Osiedle genezę swą bierze sprzed 1225 r. (jest jednym z najstarszych na Sądecczyźnie). Prowadzono tu gospodarkę rolną, leśną, rybacką i flisacką. Tu też istniały: huta szkła, tartak i browar, a do 1945 r. fabryka mebli giętych, spalona w czasie działań wojennych.

## Zabytki
Obiekt wpisany do rejestru zabytków nieruchomych województwa małopolskiego.
- Kościół parafialny pw. Narodzenia NPM.

## Turystyka
W Jazowsku zaczyna się szlak wyjściowy na Przehybę (1175 m n.p.m.) w Paśmie Radziejowej (szlak zielony, ok. 3 h).

## Sport
W Jazowsku istnieje klub piłki nożnej Budowlani Jazowsko, występujący w nowosądeckiej klasie A. Klub ma także sekcję juniorów starszych, występującą w nowosądeckiej 1 lidze.

### Ochotnicza straż pożarna
Ochotnicza Straż Pożarna w Jazowsku działa od 1880 roku i jest jedną z najstarszych jednostek OSP na terenie powiatu nowosądeckiego. Działa poza krajowym systemem ratowniczo-gaśniczym.

### Demografia
Ludność według spisów powszechnych, w 2009 według PESEL.
| Rok    | 1900 | 1921 | 1931 | 2002 |
| Liczba | 115  | 147  | 166  | 277  |

| Zwierzęta | Konie | Bydło | Owce | Świnie |
| Liczba    | 90    | 471   | 42   | 169    |